# 1896년 하계 올림픽 불가리아 선수단
불가리아는 1896년 4월 6일부터 15일까지 그리스 아테네에서 열린 제1회 하계 올림픽에 선수단을 파견했다.1개 종목에 선수 1명이 참가하였다.불가리아 올림픽 위원회는 이 대회에 참가한 샤를 샴포가 자국을 대표하는 선수였다고 주장한다. 이 주장이 받아들여진면 불가리아는 이 대회에 참가한 14개국 하나가 되는 것이다. 샴포는 소피아에서 교사 생활을 했던 삼포는 스위스 대표에 포함되기도 한다. 1896년 대회 때에는 국가별 올림픽 위원회가 없었다.

## 체조
| 선수      | 세부 종목 | 기록 | 순위 |
| 샤를 샴포 | 도마      | ?    | ?    |
| 샤를 샴포 | 안마      | ?    | ?    |
| 샤를 샴포 | 평행봉    | ?    | ?    |

## 참고 문헌
- Lampros, S.P.; Polites, N.G.; De Coubertin, Pierre; Philemon, P.J.; & Anninos, C. (1897). 《The Olympic Games: BC 776 – AD 1896》 (PDF). Athens: Charles Beck. 2013년 1월 16일에 원본 문서 (PDF)에서 보존된 문서. 2010년 4월 8일에 확인함.
- Mallon, Bill; & Widlund, Ture (1998). 《The 1896 Olympic Games. Results for All Competitors in All Events, with Commentary》 (PDF). Jefferson: McFarland. ISBN 0-7864-0379-9. 2011년 5월 14일에 원본 문서 (PDF)에서 보존된 문서. 2010년 4월 8일에 확인함.
- Smith, Michael Llewellyn (2004). 《Olympics in Athens 1896. The Invention of the Modern Olympic Games》. London: Profile Books. ISBN 1-86197-342-X.
- 불가리아 올림픽 위원회. “Olypic [sic] Games: Athens 1896”. 2013년 1월 17일에 원본 문서에서 보존된 문서. 2006년 12월 28일에 확인함.